# マナウス
マナウス（Manaus [mɐˈnaws, mɐˈnawʃ, maˈnaws]）は、ブラジルの北部、アマゾナス州の州都である。中心集落はアマゾン川左岸支流ネグロ川の最下流部左岸に位置する河港都市。アマゾン熱帯雨林地帯のほぼ中央部にあり、高温多雨。2014 FIFAワールドカップの開催都市の一つであった。

## 概要
1669年建設された要塞を中心に最初のヨーロッパ人集落が形成された。 19世紀末から 20世紀初めにかけてアマゾン地方のゴム・ブームにより繁栄し，市内には大聖堂やオペラハウス (テアトロアマゾナス) などの壮大な建物が建設された。その後ゴム・ブームが終るとともに急速に衰退したが，20世紀後半に入ってブラジル政府による森林、鉱業、農業開発が進められ，再び発展しはじめた。
市域の人口は、約209万人（2016年）であり、同国第7位の人口規模である。

## 名称
マナオスと呼ばれることもあるが、実際のポルトガル語の発音は『アクセント記号がない限り、単語の後から2番目の母音を強調する』というルールに則り、「マナウス」と「ナ」を強調して発音する。
マナオスの名前の由来は同地域に居住していたインディオのマナオス族（pt:Manaós）であると考えられており、またスペルは1930年頃には「マナオス」（Manaos）と綴られていたが、1980年代のポルトガル語表記の改編により「Manaus」と表記し、「マナウス」と発音されるようになった。

## 地理
大西洋のアマゾン川の河口から、約1500kmのアマゾン本流とネグロ川の合流地点に位置する。19世紀に天然ゴムやコーヒー豆、ジュート（麻）栽培の集積地として開かれて以来、アマゾン内部の経済、交通および流通の要衝都市として繁栄して来た。
2016年の人口は208万3780人で、ブラジルのアマゾン地域最大の都市である。
アマゾン地域の多くの国立公園、環境保護区に隣接している為、アマゾン観光の中心地としても有名。
また、旧市街地には開拓時代に建設されたヨーロッパ風のコロニアル調の建物が多く残っており、メルカード（市場）には亀や野ブタ、ピラニアなどの食材が所狭しと並んでいる。
市内には世界有数の高級ホテルがあり、ネグロ河に面したマナウス港は観光客や商人たちで活気に溢れている。
郊外に一歩足を延ばすと広大な牧場で牛がのんびりと草を食み、更にその先に足を延ばすと、「緑の魔界」と恐れられるジャングルが圧倒的な勢いで迫って来る。
アマゾン河は雨季と乾季の水量の増減が激しく、マナウス港の桟橋は最大16mまで上下する浮桟橋構造となっている。
桟橋には日用雑貨などを積み込んで、流域の集落を行商するレガトン船、フェリー、漁船、アマゾン探検船などが犇き合っている。
中でも特に人目を引くのは、アマゾン流域を廻る定期バスや上中下3層構造の木造客船のガイオラ船。
そのガイオラ船が到着すると、桟橋の周囲は、水上マーケットのような賑わいを見せており、魚や果物、民芸品や日用雑貨などを積んだカヌーや、水上タクシーなどが集まって来る。

## 気候
ケッペンの気候区分では熱帯モンスーン気候（Am）に属する。
| マナウス (1961–1990)の気候                                        | マナウス (1961–1990)の気候 | マナウス (1961–1990)の気候 | マナウス (1961–1990)の気候 | マナウス (1961–1990)の気候 | マナウス (1961–1990)の気候 | マナウス (1961–1990)の気候 | マナウス (1961–1990)の気候 | マナウス (1961–1990)の気候 | マナウス (1961–1990)の気候 | マナウス (1961–1990)の気候 | マナウス (1961–1990)の気候 | マナウス (1961–1990)の気候 | マナウス (1961–1990)の気候 |
| 月                                                                | 1月                        | 2月                        | 3月                        | 4月                        | 5月                        | 6月                        | 7月                        | 8月                        | 9月                        | 10月                       | 11月                       | 12月                       | 年                         |
| ----------------------------------------------------------------- | -------------------------- | -------------------------- | -------------------------- | -------------------------- | -------------------------- | -------------------------- | -------------------------- | -------------------------- | -------------------------- | -------------------------- | -------------------------- | -------------------------- | -------------------------- |
| 最高気温記録 °C （°F）                                            | 37 (99)                    | 37 (99)                    | 36 (97)                    | 37 (99)                    | 36 (97)                    | 35 (95)                    | 37 (99)                    | 37 (99)                    | 37 (99)                    | 37 (99)                    | 37 (99)                    | 37 (99)                    | 37 (99)                    |
| 平均最高気温 °C （°F）                                            | 30.5 (86.9)                | 30.4 (86.7)                | 30.6 (87.1)                | 30.7 (87.3)                | 30.8 (87.4)                | 31.0 (87.8)                | 31.3 (88.3)                | 32.6 (90.7)                | 32.9 (91.2)                | 32.8 (91)                  | 32.1 (89.8)                | 31.3 (88.3)                | 31.42 (88.54)              |
| 日平均気温 °C （°F）                                              | 26.1 (79)                  | 26.0 (78.8)                | 26.1 (79)                  | 26.3 (79.3)                | 26.3 (79.3)                | 26.4 (79.5)                | 26.5 (79.7)                | 27.0 (80.6)                | 27.5 (81.5)                | 27.9 (82.2)                | 27.3 (81.1)                | 26.7 (80.1)                | 26.68 (80.01)              |
| 平均最低気温 °C （°F）                                            | 23.1 (73.6)                | 23.1 (73.6)                | 23.2 (73.8)                | 23.3 (73.9)                | 23.3 (73.9)                | 23.0 (73.4)                | 22.7 (72.9)                | 23.0 (73.4)                | 23.5 (74.3)                | 23.7 (74.7)                | 23.7 (74.7)                | 23.5 (74.3)                | 23.26 (73.87)              |
| 最低気温記録 °C （°F）                                            | 18 (64)                    | 20 (68)                    | 20 (68)                    | 20 (68)                    | 20 (68)                    | 18 (64)                    | 17 (63)                    | 17 (63)                    | 17 (63)                    | 20 (68)                    | 20 (68)                    | 18 (64)                    | 17 (63)                    |
| 雨量 mm （inch）                                                  | 260.1 (10.24)              | 288.3 (11.35)              | 313.5 (12.343)             | 300.1 (11.815)             | 256.3 (10.091)             | 113.6 (4.472)              | 87.5 (3.445)               | 57.9 (2.28)                | 83.3 (3.28)                | 125.7 (4.949)              | 183.0 (7.205)              | 216.9 (8.539)              | 2,286.2 (90.009)           |
| 平均降雨日数 （≥0.1 mm）                                          | 21                         | 20                         | 21                         | 20                         | 19                         | 12                         | 10                         | 7                          | 9                          | 11                         | 12                         | 18                         | 180                        |
| % 湿度                                                            | 85                         | 86                         | 86                         | 87                         | 86                         | 83                         | 80                         | 79                         | 79                         | 79                         | 81                         | 85                         | 83                         |
| 平均月間日照時間                                                  | 114.7                      | 86.8                       | 99.2                       | 111.0                      | 148.8                      | 186.0                      | 213.9                      | 226.3                      | 156.0                      | 170.5                      | 141.0                      | 130.2                      | 1,784.4                    |
| 出典1：World Meteorological Organization., Hong Kong Observatory, |                            |                            |                            |                            |                            |                            |                            |                            |                            |                            |                            |                            |                            |
| 出典2：Weatherbase (record highs and lows, humidity)              |                            |                            |                            |                            |                            |                            |                            |                            |                            |                            |                            |                            |                            |

## 経済

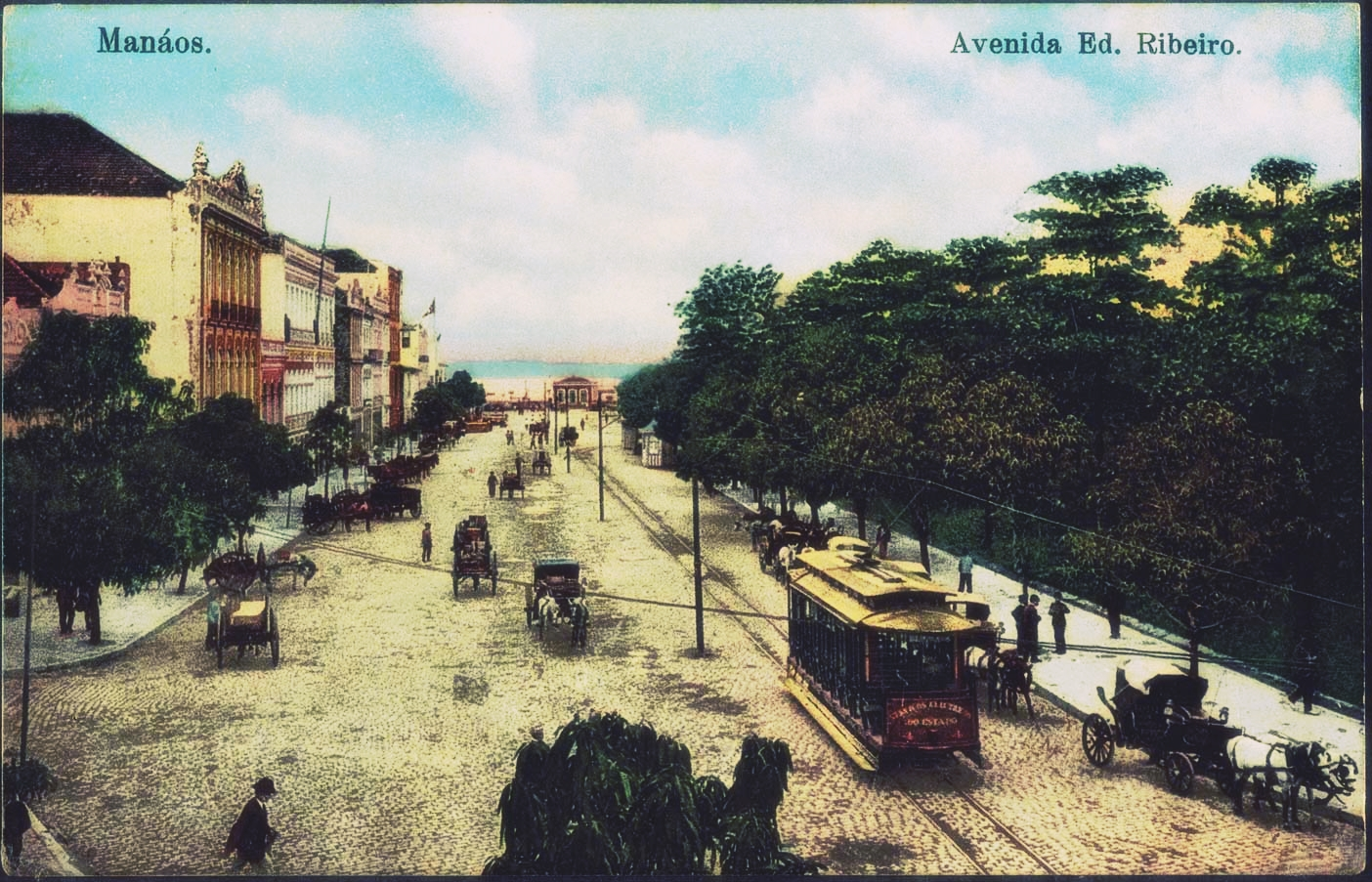
1909年頃のエドゥアルドリベイロ通りの路面電車（:pt:Bonde de Manaus）

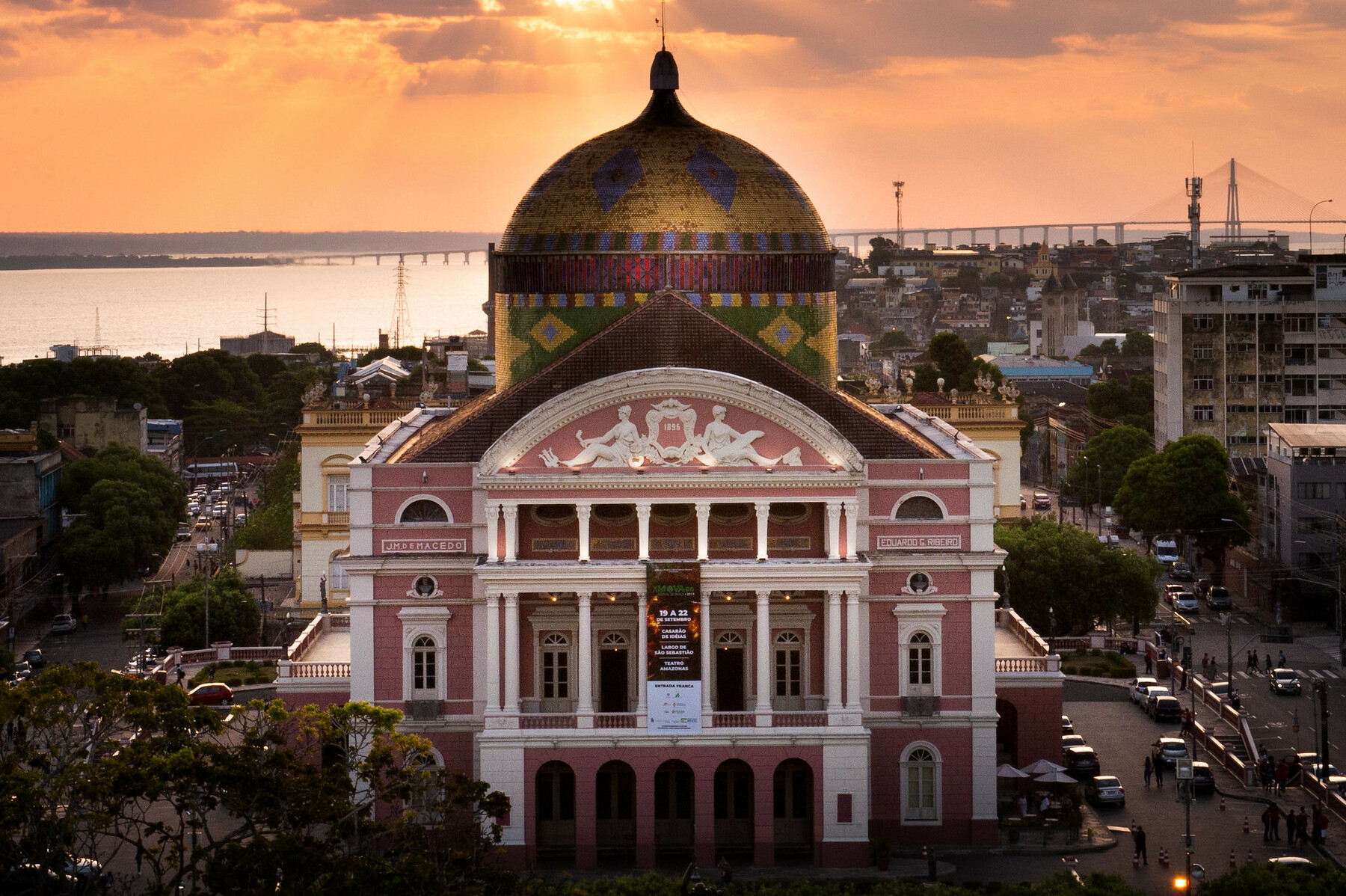
テアトロアマゾナス（:pt:Teatro Amazonas）

19世紀末から20世紀の初めにかけてアマゾン地域が世界における唯一のゴムの産出地として脚光を浴びたアマゾン・ゴム景気（en:Amazon rubber boom）の時代にはマナウス市はゴムの集散地として黄金時代を迎え、1895年にはブラジルで初めて電気が開通した都市となり 、1899年8月1日にはブラジルで3番目にトラム（路面電車）を開始した都市となった。
当時世界の三大劇場の一つに数えられたオペラ劇場であるテアトロアマゾナスは全ての材料を欧州より輸入し1898年に完成、また1909年にはブラジル初の連邦大学・アマゾナス連邦大学が設立された。特に1885年から1912年にかけてはブラジルのGDPの45%を担った時期もあった。
その後アマゾン産の天然ゴムの苗木がマレーシアなどの東南アジアに移植され、大規模プランテーションで大量に生産されるようになると、相対的に高価なマナウス産ゴムは国際的競争力を失い、衰退の一途を辿るようになる。しかしながら、1967年にマナウスを中心とする1万平方kmの地域がマナウスフリーゾーン（pt:Zona Franca de Manaus)に指定されると、輸入規制の緩和、税制面での優遇、各種の産業振興措置の実施によってブラジル国内外の企業をあわせ約500社が進出、日本からもパナソニック、ソニー、HONDA、ヤマハなどの他、韓国のLG電子、ヨーロッパ、アメリカの企業の工場の進出が目立っている。1967年当時人口15万人程度だったマナウスは工業都市として約200万都市へと成長した。

## 人口動態
混血(63.93%)、白人(31.88%)、黒人(2.43%)、その他(0.87%)

## 交通

### 航空
エドワルド・ゴメス国際空港からサンパウロやリオ・デ・ジャネイロなどのブラジル国内の主要都市へ航空便が多数運航されている。

### 水運
大西洋沿岸やアマゾン川流域の都市へ定期船が運航されている。

### バス
市内北部の長距離バスターミナルからは、ロライマ州のボアビスタやベネズエラのシウダー・ボリーバル、カラカス方面に向かう長距離バスが多数運行されているが、陸路での到達が困難であることからブラジル国内の他の主要な大都市との間は、事実上、空路と水路のみで結ばれている。

### 鉄道
エドワルド・ゴメス国際空港からアレーナ・ダ・アマゾニアを経由して市内中心部までを結ぶマナウス・モノレールが、2014年のFIFAワールドカップ開催に向けて計画されたが、延期された。

### 治安
治安はブラジルの主要都市の中では比較的悪い。

## 見どころ

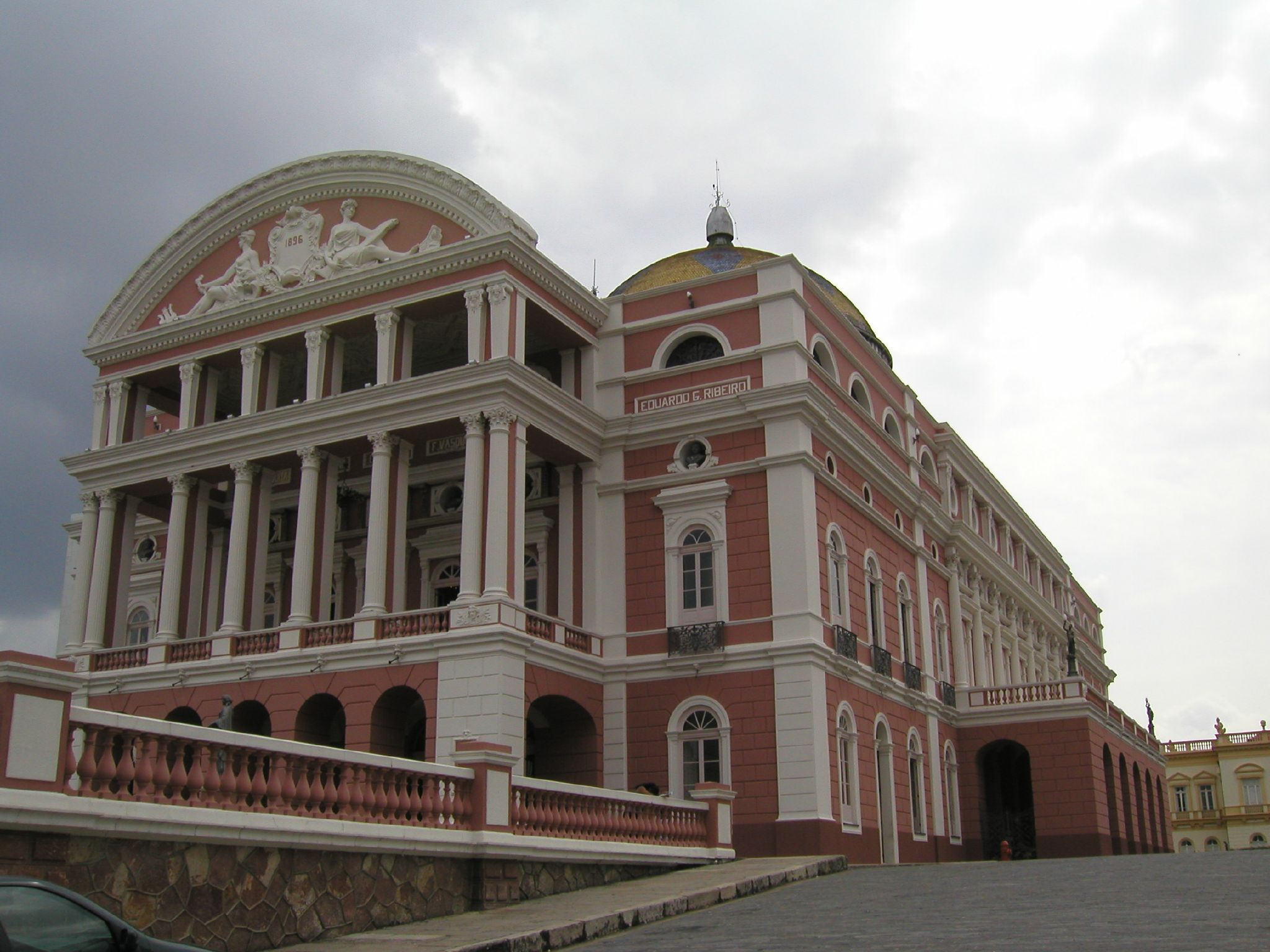
アマゾナス劇場.

- アマゾナス劇場（en）アマゾナス劇場.
- 北部人類学博物館 マナウスの部分図.
- インディオ博物館
- アマゾン自然科学博物館
- マナウス港

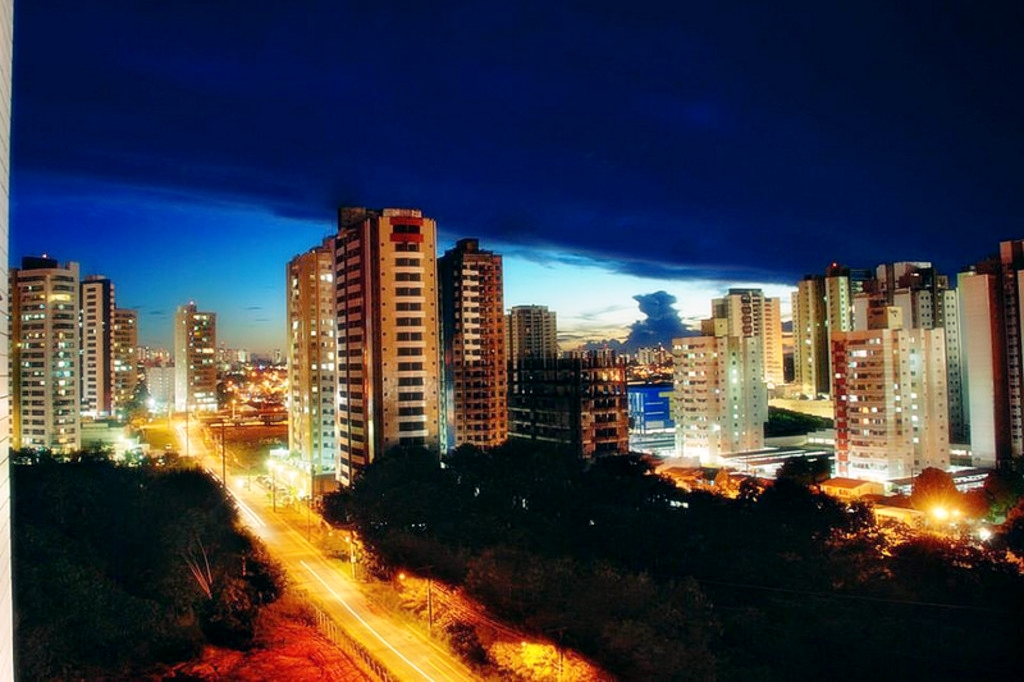
マナウスの部分図.

- アマゾン河合流点（黒いネグロ川と白く濁ったソリモンエス川（ポルトガル語版、英語版）が合流しアマゾン河になる地点）
- アドフ ヒシボア 公設市場

## 姉妹都市
- ゴイアニア（ブラジル連邦 ゴイアス州）
- ベレン（ブラジル連邦 パラー州）
- リオデジャネイロ（ブラジル連邦 リオデジャネイロ州）
- サントドミンゴ（ドミニカ共和国 首都地区）
- イキトス（ペルー共和国 ロレート県）
- シャーロット（アメリカ合衆国 ノースカロライナ州）
- ソルトレイクシティ（アメリカ合衆国 ユタ州）
- メサ（アメリカ合衆国 アリゾナ州）
- サーニア（カナダ連邦 オンタリオ州）
- ペルージャ（イタリア共和国 ウンブリア州 ペルージャ県）
- エレーヌ（英語版）（フランス共和国 オー・ド・フランス地方 ソンム県）
- ブラガ（ポルトガル共和国 ノルテ地方 ブラガ県）
- バンジャルマシン（インドネシア共和国 南カリマンタン州）
- 浜松市（日本国 中部地方 静岡県）
- 上海市（中華人民共和国 直轄市）
- ソウル（大韓民国 特別市）
- カサブランカ（モロッコ王国 カサブランカ・セタット地方）
- エルサレム（イスラエル国 エルサレム地区）

## 関連作品
- 高野秀行『巨流アマゾンを遡れ』　集英社、集英社文庫、2003年。

## 著名人
- アントニオ・ピッツォニア(Antonio Reginaldo Pizzonia Junior)：1980年9月11日～。自動車レーサー。
- ヴァリッジ・イズマイウ(Wallid Ismail)：1968年2月23日～。ブラジリアン柔術黒帯。総合格闘家。
- クラウジオ・サントロ(Cláudio Santoro)：1919年11月23日～1989年3月27日。作曲家。
- クリスティアーノ・モラエス・オリベイラ(Cristiano Moraes de Oliveira)：1983年9月28日～。サッカー選手。
- サウロ・ヒベイロ(Saulo Ribeiro)：1974年7月2日～。ブラジリアン柔術黒帯。総合格闘家。
- シャンジ・ヒベイロ(Xande Ribeiro)：1981年1月20日～。ブラジリアン柔術黒帯。総合格闘家。
- ジョゼ・アルド(José Aldo)：1986年9月9日～。ブラジリアン柔術黒帯。総合格闘家。
- ディエゴ・ブランダオン(Diego Brandão)：1987年5月27日～。ブラジリアン柔術黒帯。総合格闘家。
- ビビアーノ・フェルナンデス(Bibiano Fernandes)：1980年3月30日～。ブラジリアン柔術黒帯。総合格闘家。
- フレジソン・パイシャオン(Fredson Paixão)：1979年5月13日～。ブラジリアン柔術黒帯。総合格闘家。
- ホナウド・ジャカレイ(Ronaldo Jacaré)：1979年12月7日～。ブラジリアン柔術黒帯。柔道黒帯。総合格闘家。
- ウォレス・ソウザ(Wallace Souza):1958年8月21日～2010年7月27日。テレビ司会者・政治家。

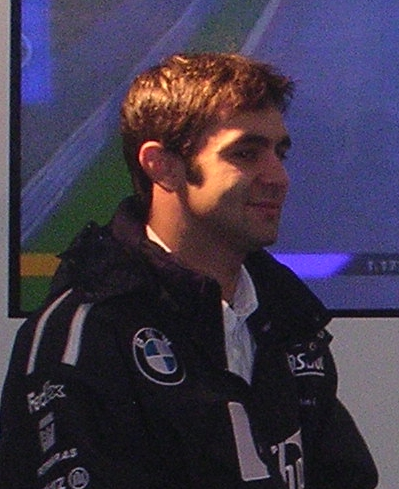
アントニオ・ピッツォニア
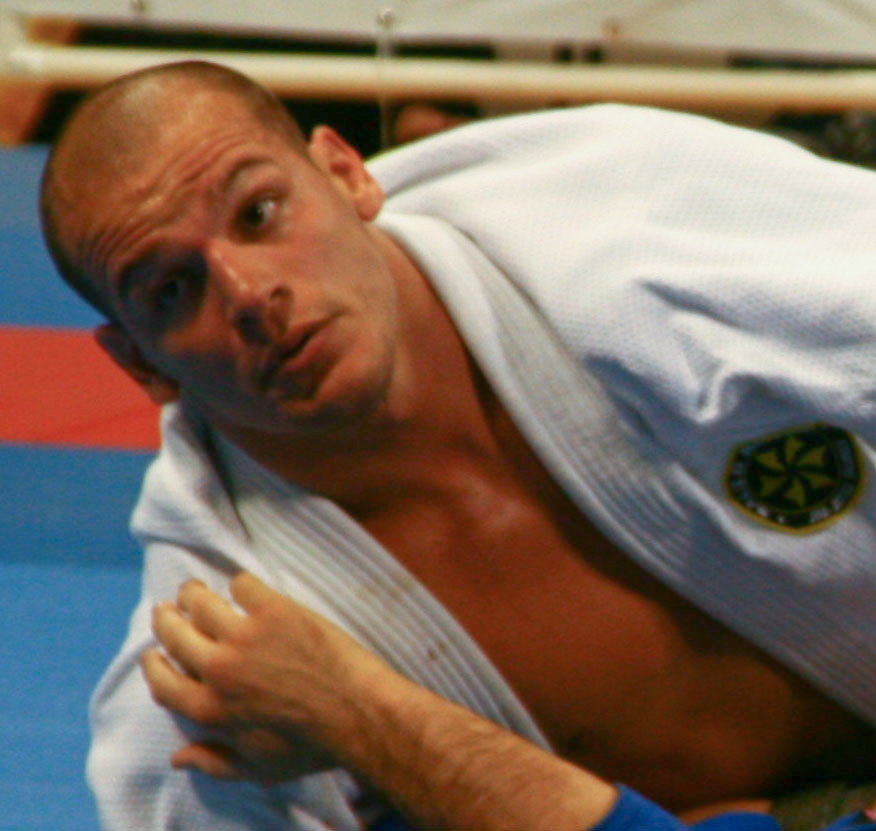
シャンジ・ヒベイロ（2008年撮影）
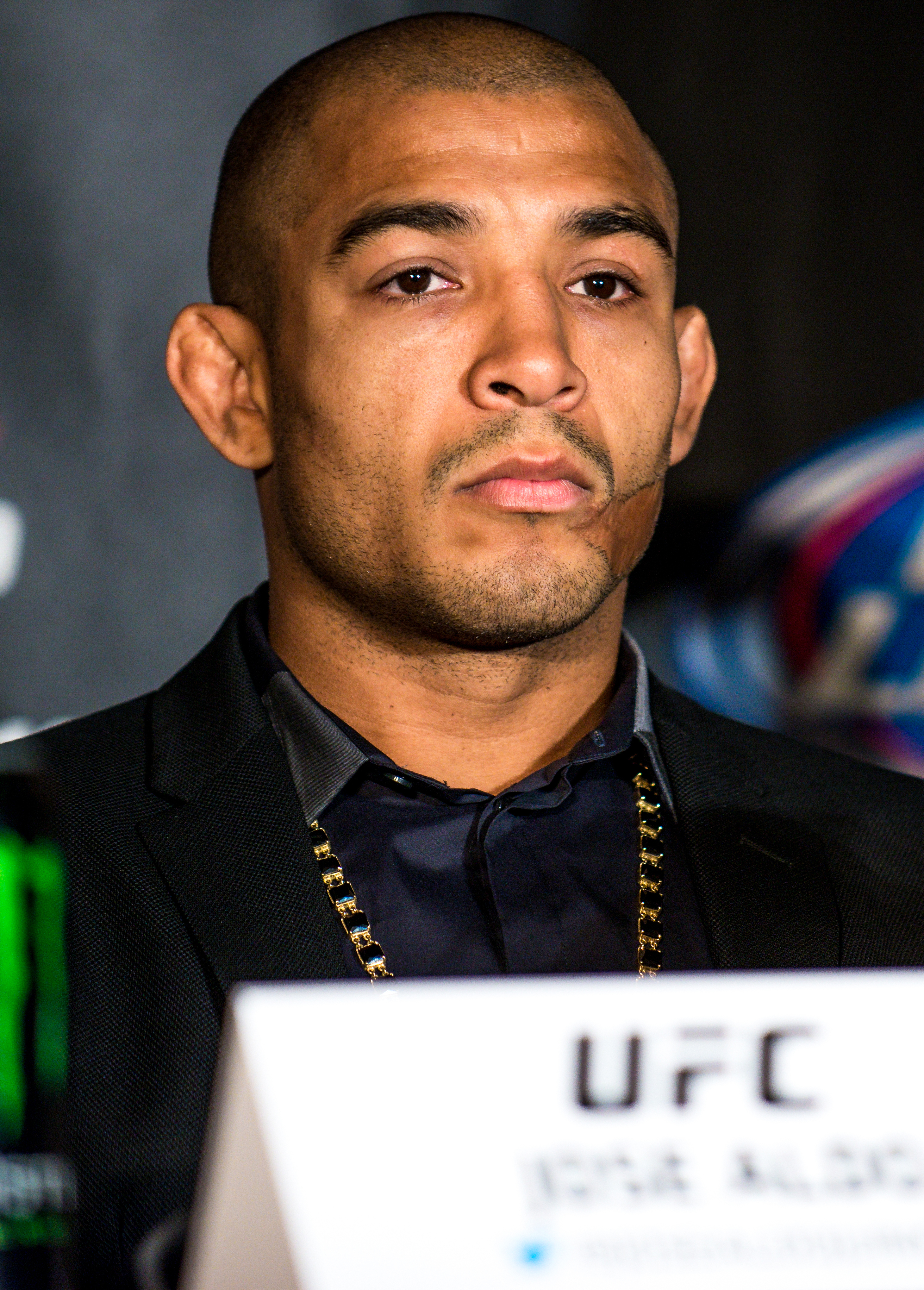
ジョゼ・アルド
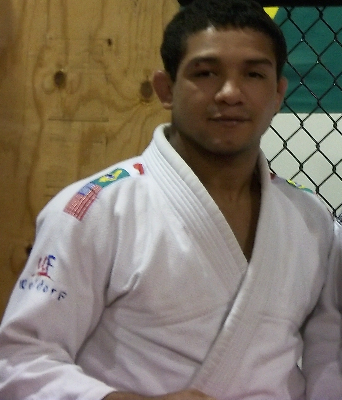
ディエゴ・ブランダオン
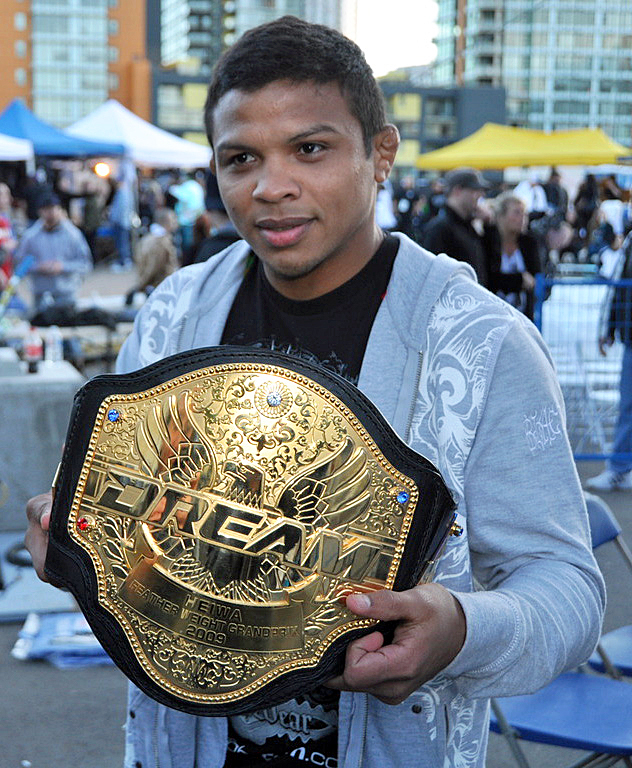
ビビアーノ・フェルナンデス